# 林澤芳
林澤芳，字芝园，廣東順德府杏坛镇光华人，清朝政治人物，同進士出身。
道光二十五年，登進士，授內閣中書，參與修撰《顺德县志》。